# 八通關山
八通關山，又稱八通關大山，是台灣中央山脈與玉山山脈的連結稜線上一座著名的高山，標高3,335公尺，設有三等衛星點-MP85、森林三角點次近(02)（標高3334.921公尺），台灣百岳排名第46，位於南投縣信義鄉東埔村，玉山國家公園園區內。山峰尖銳多崖壁峻坡，亦屬百岳中八銳之一，尖突的東西兩峰以連體的雙錐造型，挺立於中央山脈與玉山山脈兩大山脈之間，最高峰為東西雙峰中的東側。由中央山脈最高峰秀姑巒山往西伸出的支脈稜尾，突聳隆起八通關雙峰，是屬於中央脊樑山脈關山山塊的支稜；若以玉山山塊來看，八通關山位在玉山北峰東伸支脈與郡大山列相連北轉的轉軸點，被西北側陳有蘭溪強烈的向源侵蝕，蝕穿玉山群峰與郡大山列相連的嶺脈，如今只能借用中央山脈的八通關山西緣山坡，將同屬於玉山山塊的玉山群峰與郡大山列轉折聯結在一起。八通關為鄒語：的漢語音譯，意為「石英之山」，原是指台灣最高峰玉山。清治時開山撫番1875年開闢中路八通關古道通過玉山的東北側，即玉山北峰東側與八通關山主西兩峰西側之間的山坳，改稱該山坳為八通關而名。八通關山往東連接巴奈伊克山、秀姑巒山接上中央山脈主脊，往北連接玉山山脈北段的郡大山、巒大山，往西偏南隔著八通關草原及荖濃溪源頭與玉山東峰及其後的玉山群峰對望，往西沿稜線連接八通關西峰、八通關接上玉山北峰轉往南接上玉山主峰。

## 特色
八通關山東西雙峰其東側最高峰近山頂處為峭拔的岩峰，而自西峰直到西側八通關草原之間覆滿玉山箭竹，視野廣闊，山頂是仰觀周遭更高聳的玉山群峰與秀姑巒山、馬博拉斯山（烏拉孟山）及大水窟山等高峰峻嶺的最佳展望台。